# SMILE〜晴れ渡る空のように〜
「SMILE～晴れ渡る空のように～」（スマイル〜はれわたるそらのように〜）は、日本のシンガーソングライター・桑田佳祐の1作目の配信限定シングル。2021年7月12日にタイシタレーベル / SPEEDSTAR RECORDSより発売された。

## 背景・リリース
日本テレビ系列・テレビ朝日系列・TBS系列・テレビ東京系列・フジテレビ系列の民放5系列による2020年東京オリンピック共同企画「一緒にやろう2020」が始まり、プロジェクトチームがテーマソングのアーティストを決める際に「桑田さんしかいない」という意見が多数上がり、起用が決定した。この内容は、2019年7月24日にメディアを通して発表された。
2020年1月1日、朝日新聞・読売新聞・産経新聞の朝刊全面広告に桑田のメッセージと共に本楽曲の歌詞が掲載され、同日、特設サイトも開設された。このとき、楽曲のタイトルは未定のままであった。
1月24日には、民放5局列で同時に『一緒にやろう2020 大発表スペシャル』が放送され、桑田も本番組に出演し、楽曲のタイトルと音源が初公開となった。同日19時から24時までの間には、番組で放送された映像がYahoo! JAPANにて公開され、24時以降はYouTubeでも公開された。
公開の直後から、新型コロナウイルス感染症の流行が徐々に深刻化し、同年春にオリンピックの延期が発表されたことで、リリースのタイミングが一度失われることとなったが、メッセージ性のある歌詞や既にYouTubeで配信されていた影響により、本楽曲の人気は高まっていった。
2021年9月15日、ミニアルバム『ごはん味噌汁海苔お漬物卵焼き feat. 梅干し』のリリースに合わせて、同年7月12日に先行配信として発売されることが発表された。桑田佳祐名義で新曲がリリースされるのは、2017年8月にリリースされたアルバム『がらくた』以来である。

## アートワーク
前述の通り、2020年1月1日に桑田のコメントと本楽曲の歌詞が発表され、また同時に桑田の新しいアーティスト写真も公開された。撮影は2019年12月に行われ、デザインは晴天下で桑田が黒い傘を持っているというものである。この写真は、本楽曲の配信シングルジャケットにも使用された。

## プロモーション
期間内でそれぞれ、対象のダウンロードサイトで購入すると、応募フォームで応募した人のなかから抽選で30名に「『SMILE～晴れ渡る空のように～』オリジナルクリアボトル」が、ストリーミングサービスにて楽曲を聞き、Twitterにシェアした人のなかから、抽選で50名に「『SMILE～晴れ渡る空のように～』オリジナルステッカー」が当たるようになっている。
2021年7月16日には、ビクターエンタテインメントのYouTubeチャンネルにて、本楽曲を使用した特別映像が公開された。映像は1人ひとりに楽曲が寄り添って、自然と前を向こうと思わせる内容となっている。
また、本楽曲を発表してから配信に至るまでの間に、音源のリリースを望む声や色々な場面での音源使用許諾を求める要望・問い合わせも多々寄せられていた。要望に応えるため、本楽曲の音源を使用して、YouTubeにアップロードすることが規約厳守であれば可能となった。なお、音源に関しては配信サイトで購入することが前提となっている。

### テレビ披露
| 放送日         | 番組名                                              | 放送局     | 備考                                                                                   |
| -------------- | --------------------------------------------------- | ---------- | -------------------------------------------------------------------------------------- |
| 2021年3月24日  | 日テレ系音楽の祭典 Premium Music 2021               | 日本テレビ | 3月7日に配信されたライブ「静かな春の戯れ 〜Live in Blue Note Tokyo〜」での映像を放送。 |
| 2021年11月17日 | 日テレ系音楽の祭典ベストアーティスト2021            | 日本テレビ | 「Soulコブラツイスト〜魂の悶絶」「SMILE〜晴れ渡る空のように〜」の2曲を披露。           |
| 2021年12月8日  | 2021 FNS歌謡祭                                      | フジテレビ | 「SMILE〜晴れ渡る空のように〜」「Soulコブラツイスト〜魂の悶絶」の2曲を披露。           |
| 2021年12月20日 | CDTVライブ!ライブ! クリスマス4時間スペシャル        | TBSテレビ  | 「Soulコブラツイスト〜魂の悶絶」「SMILE〜晴れ渡る空のように〜」の2曲を披露。           |
| 2021年12月24日 | ミュージックステーション ウルトラスーパーライブ2021 | テレビ朝日 | 「SMILE〜晴れ渡る空のように〜」「Soulコブラツイスト〜魂の悶絶」の2曲を披露。           |

- 『日テレ系音楽の祭典 Premium Music』を除き、本楽曲または「Soulコブラツイスト〜魂の悶絶」で、番組のトリを飾っている。また、『日テレ系音楽の祭典ベストアーティスト2021』が、本楽曲のテレビ番組初披露となった[16][21]。

## 批評
前述した配信ライブ「静かな春の戯れ」では、観客に代わり、制作スタッフ達が腕を上げたり、手拍子を送るなどしてステージを盛り上げた。桑田を長年取材している音楽ライターの内田正樹は、本楽曲およびステージでの出来事を「エンターテインメントの未来を信じる "約束の歌" としても機能していた」と評価している。
前述のコロナ禍の影響で楽曲の持つ意味合いが変化して以降も、多くのファンおよびアスリートや医療従事者からの評価が高く「この曲を聴いて、つらい時に元気をもらっている」というコメントが、ラジオやSNSに寄せられている。
本楽曲に合わせて、陸上競技選手の桐生祥秀ら22人が「私たちと共に明るい未来にしていこう」と呼びかけている動画を2020年5月26日に公開した。この22人は、1995年生まれの選手達であり、1人1文字ずつ呼びかけている。なお、桐生が本動画を自身のTwitterで公開したところ、サザンオールスターズの公式Twitterも「シェアさせていただきます」と反応している。
先述の通り本楽曲のテレビ初披露となった『日テレ系音楽の祭典ベストアーティスト2021』の放送後のSNSでは「心に染みる」「桑田佳祐の歌聴いて救われた」「素晴らしい才能。日本の宝!」「大トリに相応しい」などのコメントが寄せられた。
玉井詩織（ももいろクローバーZ）が2023年に行ったソロプロジェクト「SHIORI TAMAI 12 Colors」の一環で発表したプレイリスト「自分を強くしてくれる曲」に、本楽曲が選曲されている。

## チャート成績
2021年7月26日付のオリコン週間デジタルシングルランキングでは、初週2.3万DLを売り上げ、初登場3位を記録した。翌週の8月2日付の同ランキングでは、9位まで順位を下げたが、発売3週目となる8月9日付では週間1.1万DLを売り上げて、再び3位にランクインを果たした。更に4週目の8月16日付では週間1.0万DLを売り上げて、最高順位となる2位にランクインを果たし、累計DL数は5万DLを突破した。
2021年7月21日（集計期間：2021年7月12日 - 7月18日）に公開されたBillboard JAPAN「Hot 100」では、23,340DLでダウンロード3位、ラジオ1位と、この2指標が牽引して総合10位に初登場した。2021年8月11日（集計期間：2021年8月2日 - 8月8日）に公開されたBillboard JAPAN「Download Songs」では、週間9,816DLで1位を獲得した。7月21日に公開された同ランキングで初登場3位にランクインし、翌週8位、翌々週3位に返り咲き、4週目での首位獲得となった。

## 収録内容
1. SMILE～晴れ渡る空のように～（5:20）[30]
（作詞・作曲：桑田佳祐 / 編曲：桑田佳祐 & 片山敦夫）
民放共同企画「一緒にやろう」応援ソング。ユニクロ「Life Wear/ヒートテック WINTER SMILE! 編」CMソング。
軽快かつ壮大なミディアムナンバー[31]。2020年1月24日に放送された『一緒にやろう2020 大発表スペシャル』にて、桑田は「かなりプレッシャーを感じましたが、今日という日を目指して『一緒にやろう』の精神で楽しい曲作りができました」と語った[31]。Sports Graphic Numberの取材に対しては「頑張っていこうとか明日への希望とか、使い古された言葉は使いたくなかった」「言葉で感動を呼ぼうという受けを狙った表現は使うべきではないと思った」としつつ「勝ち負けというのは瞬間のことであって、その後の人生の方が長いだろうと思う」「オリンピックは4年に一度の事ですから負けや何色であったとしてもその後の人生にとって大事な事なんじゃないか」と、アスリートへの今後の人生への思いも込めたものとしている[32]。
タイトル「SMILE」は「微笑み」のことであり、「おもてなし」の日本の文化にも通じると思う、と述べている[33]。また、タイトルには「被災地が明るく元気でありますように」との思いが込められている[34]。当初、タイトルは「素晴らしき哉人生」のようなものを考えていたが、制作している際に違うと思い、現在のタイトルになった。
サウンドに関しては、シンセサイザーを多く使用している。桑田は、シンセサイザーのサウンドは、ハイテクな日本をイメージしたものであり、それに加えて、日本の古来からのイメージを融合されたように伝わったら嬉しいとコメントしている[35]。大サビの「Wow Wow …」のコーラスの後半のハモリ（いわゆるおっかけコーラス）は、原由子が考えたものである[36]。
2020年1月25日に公開された映像は、東京都渋谷区のビクタースタジオ[注釈 1]屋上と近接するオリンピック・パラリンピックの開催会場である国立競技場にて撮影が行われた。ビクタースタジオでは、ドローンカメラ2台を含む10台近くのカメラで撮影が行われた。国立競技場では、クレーン車で撮影が行われ、こちらで活用されたドローンカメラは上空約150メートルほど浮上して撮影された[37]。
2022年3月11日には、ライブツアー「LIVE TOUR 2021「BIG MOUTH, NO GUTS!!」」の横浜アリーナ公演にて披露された本楽曲の映像が、自身のYouTubeチャンネルにて公開された。ステージのビジョンには、医療従事者をはじめコロナ禍で生きる人々の姿や、岩手県陸前高田市にある奇跡の一本松、宮城県仙台市の荒浜海岸にて実施された追悼式の模様などが映し出され、観客に配られたリストバンド型のライトは、本楽曲に合わせて点灯している[38]。本映像は、公開後にSNSなどで反響があったことから、2022年4月6日発売のライブビデオ『LIVE TOUR 2021「BIG MOUTH, NO GUTS!!」』のボーナストラックとして収録された[39]。
新型コロナウイルス感染症の流行の影響で延期され、2021年の開催となった「2020年東京オリンピック」の民放各局の中継や関連番組、スポーツ番組などでもテーマソングとして使用されていた[注釈 2][40]。
2021年10月15日から、ユニクロの商品「Life Wear」の一つである「ヒートテック」第1弾テレビCMとして起用され、歌詞に合わせて「たくさんの "SMILE" を届けるとともに、さまざまな人々の生活に寄り添うヒートテックが心と身体をあたためて日本の冬をより楽しい季節にする」という内容になっている。CMに出演している女優の綾瀬はるかが、本楽曲を口ずさむシーンがある[41]。

## 参加ミュージシャン
- 桑田佳祐：Vocal, Electric Guitar, Tambourine & Backing Vocal
- 片山敦夫：Synth bass, Eiectric Piano & Synthesizer
- 原由子：Backing Vocal
- 401stオールスターズ：Backing Vocal
- 角谷仁宣：Rhythm & Computer Programming